# André Kaminski

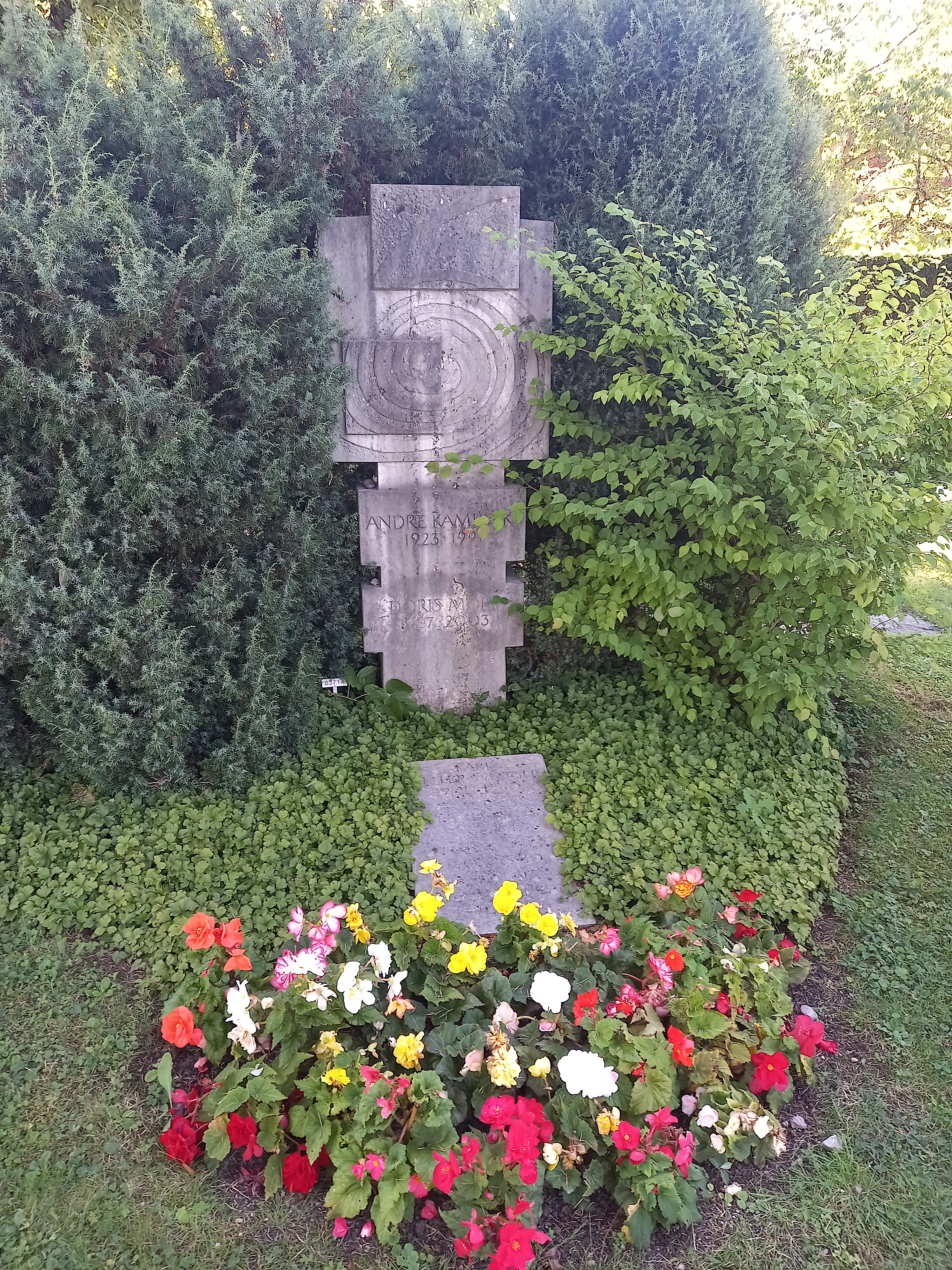
Das Grab von André Kaminski und seiner Ehefrau Doris Morf auf dem Friedhof Nordheim in Zürich

André Kaminski (* 19. Mai 1923 als Andrzei Henrik Kaminski in Genf; † 12. Januar 1991 in Zürich) war ein Schweizer Schriftsteller polnischer Abstammung.

## Leben
André Kaminski war der Sohn eines aus Polen stammenden jüdischen Psychiaters. Er wuchs in Zürich auf und studierte Geschichte an den Universitäten in Genf und Zürich. 1947 promovierte er in Zürich mit einer Arbeit zur Kirchengeschichte, die anschließende Habilitation erfolgte über ein Thema der Agrargeschichte. Seine Stelle als Privatdozent an der Universität Genf gab Kaminski 1950 auf und ging als überzeugter Sozialist nach Polen.
In Polen arbeitete Kaminski vor allem als Produzent und Dramaturg; er verfasste auch zahlreiche Theaterstücke und Drehbücher in polnischer Sprache. Zeitweise lebte er als Auslandskorrespondent in Marokko und Algerien. 
1968 wurde er von Polen ausgebürgert; er ging nach Israel, kehrte allerdings 1969 in die Schweiz zurück. Dort lebte er in Zürich und war für das Schweizer Fernsehen tätig. Seine seit 1983 erschienenen, stark autobiografisch gefärbten erzählerischen Werke in deutscher Sprache waren ein großer Publikumserfolg und ermöglichten ihm ab 1986 eine unabhängige Existenz. 1989 heiratete er Doris Morf, eine Schweizer Politikerin und Schriftstellerin.
André Kaminski erhielt 1987 den Mara-Cassens-Preis «Der erste Roman» und 1990 die Ehrengabe der Stadt Zürich.
Er fand auf dem Friedhof Nordheim seine letzte Ruhestätte.

## Werke
- Der Niedergang der städtischen Hoheitsrechte des Bischofs von Genf, Zürich 1947.
- Der Irrtum des Archimedes, Kassel-Wilhelmshöhe 1970.
- Paß nach drüben, Kassel-Wilhelmshöhe 1970.
- Verdammte dieser Erde, Zürich 1970.
- Die Gärten des Mulay Abdallah, Neun wahre Geschichten aus Afrika. Suhrkamp Taschenbuchverlag, Frankfurt am Main 1983, ISBN 3-518-37430-3.
- Herzflattern, Frankfurt am Main 1984.
- Nächstes Jahr in Jerusalem, Roman. Insel Verlag, Frankfurt am Main 1986; als Insel Taschenbuch, 1991, ISBN 3-458-34034-3.
- Schalom allerseits. Tagebuch einer Deutschlandreise, Frankfurt am Main: Insel Verlag, 1987. ISBN 3-458-14582-6.
- Kiebitz, Frankfurt am Main 1988, mehrere Auflagen.
- Adam, Eva und die Dampfwalze, Berlin 1990.
- Flimmergeschichten, Frankfurt am Main 1990.
- Der Sieg über die Schwerkraft und andere Erzählungen, Frankfurt am Main 1990.